# Alboglossiphonia namaquaensis
Alboglossiphonia namaquaensis (лат.) — вид плоских пиявок (Glossiphoniidae).

## Название
Видовой эпитет namaquaensis образован от названия южноафриканского региона Намакваленд (нама Nama-kwa), населённого народом нама, где вид был впервые обнаружен.
В первоописании этого вида название приводилось в форме «namaquaënsis» (с диакритическим знаком, маркирующим ударение), однако в связи с дальнейшим запретом на использование диакритики в международной зоологической номенклатуре видовой эпитет записывается без неё.

## Описание
Общая длина Alboglossiphonia namaquaensis достигает 12,5 мм, ширина 3,6 мм, высота 2,7 мм. Тело продолговато-овальное, изогнутое, уплощённое в спинно-брюшном направлении, состоит из порядка 70 колец. Головной конец чётко обособлен бороздой. Поверхность тела покрыта небольшими плоскими сосочками, равномерно распределёнными по телу и несколько увеличивающимися ближе к медиальной линии тела (наиболее крупными являются 3 центральных ряда сосочков, в особенности самый медиальный).
Окраска тела в фиксированном состоянии бежевая, у живых особей, вероятно, более интенсивная, желтовато-коричневая до коричнево-зелёной. Края тела прозрачные. По спинной стороне проходит порядка 30 очень узких, местами прерывистых, тёмных продольных полос, хорошо заметных при подсветке особи.
На переднем конце тела имеется три пары глаз, глаза передней пары (4-е кольцо) сильно сближены вплоть до слияния. Между глазами как второй, так и третьей пары расстояние широкое, однако с каждой стороны глаз второй пары сближается с глазом третьей пары (6-е кольцо).
Передняя присоска округло-овальная, 0,6 мм в продольном измерении и 0,7 мм в поперечном, умеренно вогнутая (чашеобразная), с тонкими краями. Покрыта сосочками. Ротовое отверстие крупное, открывается по центру присоски на вершине крупного куполообразного сосочка. Желудок образует 7 пар карманов (отростков), передние 6 из которых двулопастные, последняя пара образует большое количество тонких долей. Задняя присоска продолговато-овальная, 1,1 мм в продольном измерении и 1,0 мм в поперечном, с толстыми краями. Расположена вентрально, так, что едва видна со спинной стороны.
Гермафродиты. Имеются семенной и яйцевой мешки. Мужское и женское половые отверстия (гонопоры) разделены 2 кольцами, малозаметны. В кладке не менее 30 яиц.

## Образ жизни
Исключительно пресноводный вид. Обитает в реках, в том числе во временных потоках, крупных лужах, прудах и водохранилищах. Обнаружена под камнями, которые использует как субстрат для прикрепления.
Питается брюхоногими моллюсками (показано питание на Bulinus truncatus) и личинками насекомых.

## Распространение
Обитает в Африке. На настоящий момент обнаружена на территории ЮАР, Намибии, Кении и Демократической республики Конго. На северо-западе Намибии обычна, встречается часто. Предполагается, что Alboglossiphonia namaquaensis может встречаться и в других регионах, в частности, на всём промежутке между точками обнаружения.

## Таксономия
Молекулярные данные отсутствуют. На основании морфологических и зоогеографических соображений (в частности, разделённости половых отверстий 2 кольцами), сближается с такими видами, как Alboglossiphonia afroalpina, Alboglossiphonia annandalei, Alboglossiphonia buniana, Alboglossiphonia disjuncta, Alboglossiphonia iberica, Alboglossiphonia levis, Alboglossiphonia macrorhyncha и Alboglossiphonia polypompholyx.

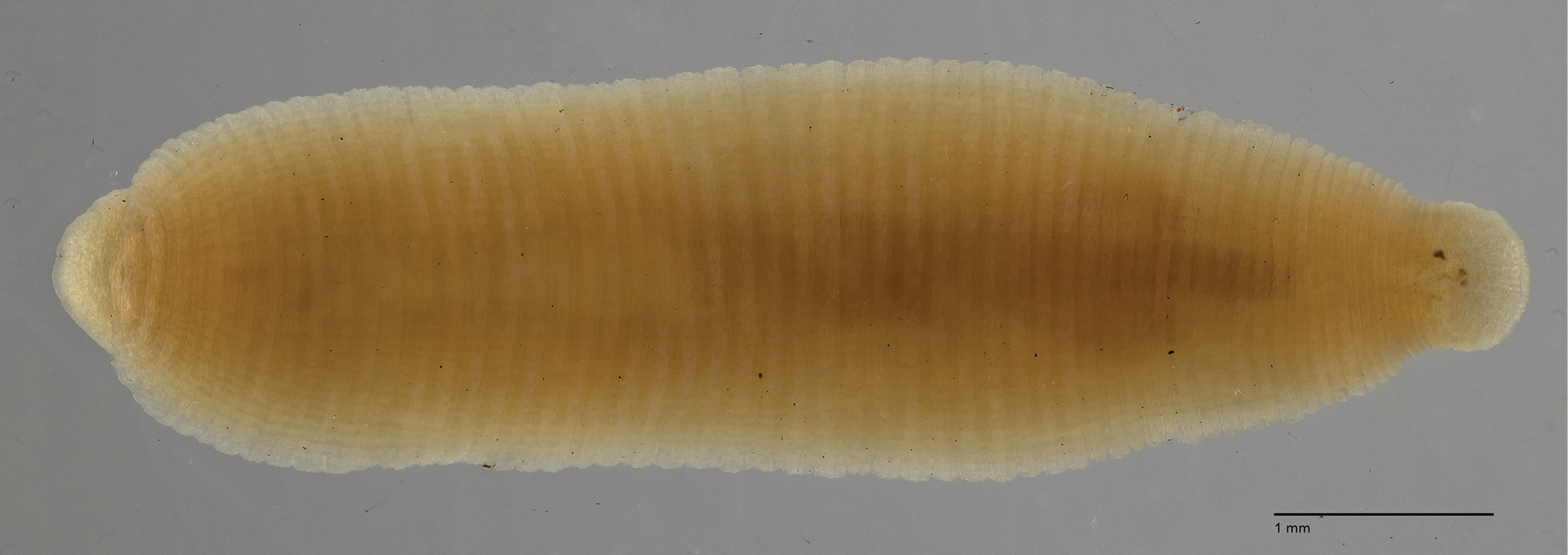
Голотип «Alboglossiphonia cheili», ранее выделявшегося в отдельный вид, со спинной стороны. Отрезок соответствует длине в 1 мм.

Независимо описана как Batracobdella (затем Alboglossiphonia) cheili (Oosthuizen, 1978) в отсутствие доступа к типовым экземплярам Alboglossiphonia namaquaensis; в дальнейшем показана их синонимия.
Лектотип и паралектотипы хранятся в коллекции Зоологического музея Гамбурга.